# Svømning under sommer-OL 2008 - 200m Butterfly Mænd
Konkurrencen i 200m butterfly for mænd under OL 2008 blev afholdt 11. – 13. august.

## Indledende Heats

### 1. Heat
| Bane | Navn                       | Nationalitet | Tid     | Noter |
| ---- | -------------------------- | ------------ | ------- | ----- |
| 3    | Niksa Roki                 | Kroatien     | 1:59.58 |       |
| 5    | Rehan Jehangir Poncha      | Indien       | 2:01.89 |       |
| 4    | Emmanuel Crescimbeni       | Peru         | 2:02.13 |       |
| 6    | Javier Hernandez Maradiaga | Honduras     | 2:02.23 |       |

### 2. Heat
| Bane | Navn                 | Nationalitet | Tid     | Noter |
| ---- | -------------------- | ------------ | ------- | ----- |
| 5    | Jb Walsh             | Filippinerne | 1:59.39 |       |
| 1    | Javier Nunez         | Spanien      | 2:00.24 |       |
| 7    | Andres Jose Gonzalez | Argentina    | 2:00.36 |       |
| 6    | Jeongnam Yu          | Korea        | 2:01.00 |       |
| 8    | Alexis Marquez Rivas | Venezuela    | 2:01.25 |       |
| 3    | Douglas Lennox-Silva | Puerto Rico  | 2:01.69 |       |
| 4    | Vladan Markovic      | Serbien      | 2:03.12 |       |
| 2    | Donny Budiarto Utomo | Indonesien   | 2:03.44 |       |

### 3. Heat
| Bane | Navn           | Nationalitet    | Tid     | Noter |
| ---- | -------------- | --------------- | ------- | ----- |
| 2    | Chi-Chie Hsu   | Kinesike Taipei | 1:56.59 |       |
| 6    | Pedro Oliveira | Portugal        | 1:57.41 |       |
| 5    | Simon Sjodin   | Sverige         | 1:57.75 |       |
| 8    | Alon Mandel    | Israel          | 1:59.27 |       |
| 3    | Omar Pinzon    | Colombia        | 1:59.47 |       |
| 4    | Jeremy Knowles | Bahamas         | 2:01.08 |       |
| 7    | Daniel Bego    | Malaysia        | 2:01.28 |       |
| 1    | Georgi Palazov | Bulgarien       | 2:01.84 |       |

### 4. Heat
| Bane | Navn                 | Nationalitet | Tid     | Noter |
| ---- | -------------------- | ------------ | ------- | ----- |
| 2    | Laszlo Cseh          | Ungarn       | 1:54.48 |       |
| 4    | Pawel Korzeniowski   | Polen        | 1:55.21 |       |
| 5    | Moss Burmester       | New Zealand  | 1:55.80 |       |
| 6    | Dinko Jukic          | Østrig       | 1:55.96 |       |
| 1    | Ioan Stefan Gherghel | Rumænien     | 1:56.09 |       |
| 7    | Niccolo Beni         | Italien      | 1:56.99 |       |
| 3    | Denys Sylantiev      | Ukraine      | 1:57.02 |       |
| 8    | Adam Sioui           | Canada       | 1:57.45 |       |

### 5. Heat
| Bane | Navn                      | Nationalitet   | Tid     | Noter |
| ---- | ------------------------- | -------------- | ------- | ----- |
| 5    | Peng Wu                   | Kina           | 1:55.39 |       |
| 4    | Gil Stovall               | USA            | 1:55.42 |       |
| 7    | Michael Rock              | Storbritannien | 1:55.55 |       |
| 3    | Ryuichi Shibata           | Japan          | 1:55.82 |       |
| 6    | Chen Yin                  | Kina           | 1:56.55 |       |
| 2    | Christophe Lebon          | Frankrig       | 1:56.63 |       |
| 1    | Tamas Kerekjarto          | Ungarn         | 1:57.29 |       |
| 8    | Romanos Iasonas Alyfantis | Grækenland     | 1:57.99 |       |

### 6. Heat
| Bane | Navn              | Nationalitet | Tid     | Noter |
| ---- | ----------------- | ------------ | ------- | ----- |
| 4    | Michael Phelps    | USA          | 1:53.70 | OR    |
| 3    | Kaio Almeida      | Brasilien    | 1:54.65 |       |
| 6    | Takeshi Matsuda   | Japan        | 1:55.06 |       |
| 5    | Nikolay Skvortsov | Rusland      | 1:55.33 |       |
| 1    | Sergii Advena     | Ukraine      | 1:56.24 |       |
| 2    | Travis Nederpelt  | Australien   | 1:56.64 |       |
| 7    | Mathieu Fonteyn   | Belgien      | 1:56.65 |       |
| 8    | Juan Jose Veloz   | Mexico       | 1:57.32 |       |

## Semifinaler

### 1. Semifinale
| Bane | Navn              | Nationalitet     | Tid        | Noter |
| ---- | ----------------- | ---------------- | ---------- | ----- |
| 5    | Takeshi Matsuda   | Japan            | 1:54.02 KF | AS    |
| 3    | Nikolay Skvrtosov | Rusland          | 1:54.31 KF |       |
| 4    | Laszlo Cseh       | Ungarn           | 1:54.35 KF |       |
| 2    | Moss Burmester    | New Zealand      | 1:55.26 KF |       |
| 6    | Gil Stovall       | USA              | 1:55.36    |       |
| 7    | Dinko Jukic       | Østrig           | 1:55.65    |       |
| 1    | Sergii Advena     | Ukraine          | 1:56.64    |       |
| 8    | Chi-Chie Hsu      | Kinesiske Taipei | 1:57.48    |       |

### 2. Semifinale
| Bane | Navn                 | Nationalitet   | Tid        | Noter |
| ---- | -------------------- | -------------- | ---------- | ----- |
| 4    | Michael Phelps       | USA            | 1:53.70 KF |       |
| 6    | Peng Wu              | Kina           | 1:54.93 KF |       |
| 5    | Kaio Almeida         | Brasilien      | 1:55.21 KF |       |
| 3    | Pawel Korzeniowski   | Polen          | 1:55.35 KF |       |
| 8    | Yin Chen             | Kina           | 1:55.88    |       |
| 2    | Michael Rock         | Storbritannien | 1:55.90    |       |
| 7    | Ryuichi Shibata      | Japan          | 1:56.17    |       |
| 1    | Ioan Stefan Gherghel | Rumænien       | 1:56.57    |       |

## Finale
| Bane | Navn               | Nationalitet | Tid     | Noter |
| ---- | ------------------ | ------------ | ------- | ----- |
| 4    | Michael Phelps     | USA          | 1:52.03 | VR    |
| 6    | Laszlo Cseh        | Ungarn       | 1:52.70 | ER    |
| 5    | Takeshi Matsuda    | Japan        | 1:52.97 | AS    |
| 1    | Moss Burmester     | New Zealand  | 1:54.35 | OC    |
| 2    | Peng Wu            | Kina         | 1:54.35 |       |
| 8    | Pawel Korzeniowski | Polen        | 1:54.60 |       |
| 7    | Kaio Almeida       | Brasilien    | 1:54.71 |       |
| 3    | Nikolay Skvortsov  | Rusland      | 1:55.14 |       |